# Sainpuits
Sainpuits település Franciaországban, Yonne megyében. Lakosainak száma 290 fő (2022. január 1.). Sainpuits Étais-la-Sauvin, Bouhy, Entrains-sur-Nohain, Lainsecq és Treigny-Perreuse-Sainte-Colombe községekkel határos.

## Népesség
A település népessége az elmúlt években az alábbi módon változott:
| Lakosok száma | 318  | 315  | 328  | 315  | 313  | 312  | 311  | 300  | 290  |
|               | 2013 | 2015 | 2016 | 2017 | 2018 | 2019 | 2020 | 2021 | 2022 |